# مت دیلاهانتی
مت دیلاهانتی (به انگلیسی: Matt Dillahunty) (متولد ۱۹۶۹-) رئیس انجمن بیخدایان آستین، میزبان رادیوی اینترنتی نان-پرافیت رادیو و مجری یک شو تلویزیونی کابلی به نام تجربه بی‌خدا است.
وی همچنین بنیانگذار و مشارکت‌کنندهٔ دانشنامه ضد-آپولوجیک مذهبی به نام ارابه‌های آهنین و سایت‌های زیرمجموعهٔ آن است.
او یک بی‌خدای باصراحت و مدافع سرسخت جدایی کلیسا از دولت است.

## زندگی‌نامه
او در دین باپتیست مسیحی تربیت شد، و تا ۲۰ سال یک مسیحی بنیادگرا بود که تصمیم داشت کشیش شود. سپس ادامهٔ تحصیلات دینی که به منظور تقویت دینش انجام می‌داد، منجر به ترک مسیحیت و در نهایت رد تمام ادیان از سوی شد.